# Metaponto

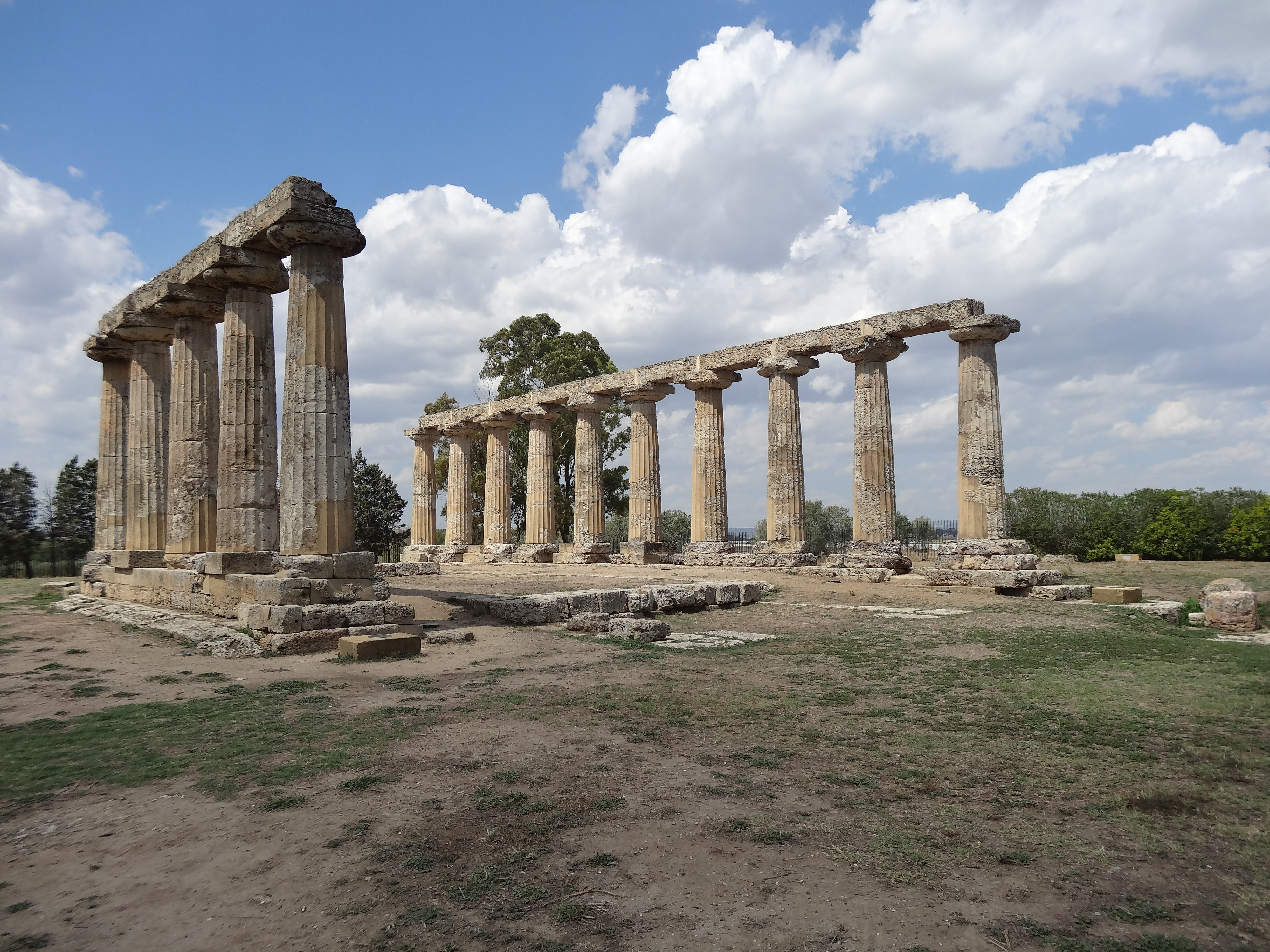
Ruiny archaicznej świątyni Hery z VI w. p.n.e.

Metaponto – włoskie miasteczko położone w prowincji Matera. Populacja miasta wynosi około 1000 mieszkańców. Około 1 km od miasta znajduje się plaża nad Zatoką Tarencką.
W mieście znajdują się ruiny Metapontion, kolonii starożytnej Achai na terenie dawnej Lukanii, założonej w latach 690–680 p.n.e. Było to jedno z miast tworzących w starożytności obszar Wielkiej Grecji. Stałym symbolem pojawiającym się na antycznych monetach z Metapontu (takim jakim dla Aten sowa) był kłos zboża. Technika ich produkcji była bardzo skomplikowana technicznie: motyw kłosa z jednej strony był wklęsły, a z drugiej wypukły.
W mieście jest stacja kolejowa Metaponto.